# Eleccions legislatives franceses de 1839
Les eleccions legislatives franceses de 1839 van tenir lloc el 2 i 6 de març de 1839, després de la dissolució de la cambra sortint pel rei Lluís Felip I. Va seguir la renúncia del president de govern Louis-Mathieu Molé, fortament atacat dins de la majoria parlamentària orléanista. A través d'ell es considerava com a causa l'excessiu intervencionisme de Lluís Felip en la conducció dels assumptes de govern. El rei oferí el càrrec al mariscal Soult, però no va ser capaç de formar una sòlida majoria parlamentària al seu voltant. És per això que es va pronunciar la dissolució de la Cambra. L'oposició republicana va ser acompanyada aquest cop per certs individus orleanistes influents (Adolphe Thiers, François Guizot) que acusen els ministres de deixar intervenir al rei.

## Mode d'escrutini
Conforme a la Carta de 1830, els diputats foren elegits per escrutini majoritari uninominal a una volta a cadascuna de les 459 circumscripcions definides per le redistribució de 1831. El sufragi era censatari, i el cos electoral tenia 201.271 inscrits.

## Resultats
| Partit | Partit       | Líder                                                                       | Vots    | %     | Escons |
| ------ | ------------ | --------------------------------------------------------------------------- | ------- | ----- | ------ |
|        | Oposició     | André Dupin (Tiers Parti) François Arago (Republicans moderats)             | 105,265 | 52.3% | 240    |
|        | Ministerials | Adolphe Thiers (Centre-esquerra) François Guizot (Partit de la Resistència) | 87,352  | 43.4% | 199    |
|        | Legitimistes | Pierre-Antoine Berryer                                                      | 8,655   | 4.3%  | 20     |
| Total  | Total        | Total                                                                       | 201,271 | 100%  | 459    |

Lluís Felip I no va assolir una majoria absoluta i va dissoldre la legislatura el 16 de juny de 1842.